# 吉田美奈子
吉田 美奈子（よしだ みなこ、1953年4月7日 - ）は、日本のシンガーソングライター、音楽プロデューサー、作詞家、作曲家、編曲家。兄はレコーディング・エンジニアの吉田保。Minnie Shadyは吉田美奈子のペンネーム。

## 経歴
埼玉県大宮市（現：さいたま市）に生まれる。
高校生の時、所属する東京キッドブラザースのロック・ミュージカルで演奏していたエイプリル・フールの細野晴臣・松本隆と知り合い、彼らの勧めにより楽曲制作を始める。
ローラ・ニーロやキャロル・キングのようなシンガーソングライターのスタイルを指向し、ライヴ中心の活動を開始する。
1971年5月に、第一期ブルース・クリエイションのベーシスト野地義行とピアノデュオ「ぱふ」を結成。アマチュア活動時代に、「はっぴいえんど」周辺の音楽家との交流を持ち、1972年11月に発表された大瀧詠一の1stアルバム『大瀧詠一』へ収録された楽曲『指切り』のフルートソロで、プロとしてのキャリアをスタートする。
1973年9月、細野晴臣のプロデュースによる1stアルバム『扉の冬』を発表。RCA/air在籍時の山下達郎の楽曲提供のバックコーラスを手掛け、相当数の歌詞も提供している。
『mimi』（講談社）1977年3月号の「ニューミュージックスター年鑑」での吉田の紹介では「女性なのに（原文ママ）ボクのやっているのはニューミュージックなんかじゃなく、ミュージックだよ」と話した。
1985年、サントリーのギフトCM用に『THANKS TO YOU』を制作、「第33回カンヌ国際広告映画祭」で銀賞を受賞。
大瀧詠一の作品で後に多くの歌手にカバーされた「夢で逢えたら」の創唱者でシングルは彼女の移籍後にリリースされた。この件については、大瀧も自身がトータルプロデュースしたシリア・ポールのアルバム『夢で逢えたら1986年再発売版のライナーノーツで、元々はアン・ルイス用に制作した曲がお蔵入りとなっていたもので、これを聞いた制作側から提供を求められた際、「吉田のために作った曲ではないし、こうしたポップス・タイプは好まないのではないか」と制作側に意見した経緯を紹介している。一方、吉田は、ギター・マガジン 2024年6月号』の「特集：証言構成　ティン・パン・アレーの真実」でのインタビューで、自身がシングルカットに反対したという風聞を否定している。その中では、自身としてはシングルを出さないでほしい言う要求を一度もしていない一方、山下達郎が「イメージとギャップがある」という意見をスタッフに述べていたことや、アルバム発売当時のシングルカットが見送られたのは当時のレコード会社の判断だった、とも証言している。また、自身は楽曲を嫌っていたわけでなく、自身が嫌だと言ったら、1978年の後発シングルも出ていないはずとも、大瀧とは仲が良かったので、気持ちを理解してくれていたが、わざわざ外には言わないではないか、とも証言している。、

## 発言
2002年にエイベックスがCCCDを導入した際、CCCDは音質が劣化している上にCDプレーヤーにも負担を与えるのではないかという指摘に対し、「音質はたしかに変わるがCDからCCCDになったのだから仕方のないこと」「音楽家が生活するためにはCCCDは必要」「音質ではなく音楽を聴いてほしい」等の発言で多くの議論を巻き起こしたが、2004年9月にエイベックスはCCCDでのリリース中止を表明した。後年、「2002年にエイベックスが、会社の方針でCCCDを導入する、私はそのことに従った。そうしたら“吉田美奈子がCCCDを容認していいものか”と言われて、あたかも私が率先してプロパガンダしているような扱いにされてしまったり、何か意見を出したことによって誹謗中傷されたりした」「だから、あの騒動は“それぞれのマテリアルには、それぞれの音がある”と認識した上で話さないといけない問題だったんですよ。正直にものを言うってこわいな、と思いましたよ」と振り返っている。

## ディスコグラフィ

### シングル

#### その他のシングル
1. 夢で逢えたら （1978年）  –  7inch:RVS-536 ※1976年録音、レコード会社移籍後のシングル・カット。
  - 夢で逢えたら
  - LAST STEP
2. CHRISTMAS TREE （1990年）※コンサート会場限定
3. おやすみ （1993年）※カセットのみ・コンサート会場限定
4. 凪 Special Mix for CHINESE DINNER  (2001年3月16日)  DMCA-30259  PONY CANYON  ※映画 CHINESE DINNER用にRemix (5:34) / 通販
5. TOWN / 恋は流星 （2016年10月1日）  –  12inch:MHJ7 4 ※吉田美奈子本人の選曲によるレーベルを跨いだカップリングでのアナログ12インチ・シングル。

### アルバム
| #                                       | タイトル                                                 | 発売日                               | 規格                                 | 品番                                 | 備考 |
| SHOW BOAT ⁄ TRIO （1970年 - 1974年）    | SHOW BOAT ⁄ TRIO （1970年 - 1974年）                     | SHOW BOAT ⁄ TRIO （1970年 - 1974年） | SHOW BOAT ⁄ TRIO （1970年 - 1974年） | SHOW BOAT ⁄ TRIO （1970年 - 1974年） | SHOW BOAT ⁄ TRIO （1970年 - 1974年） |
| --------------------------------------- | -------------------------------------------------------- | ------------------------------------ | ------------------------------------ | ------------------------------------ | --- |
|                                         | 春一番                                                   | 1973年3月                            | LP                                   | (番号なし)                           | 1972年5月6日・7日、大阪天王寺野外音楽堂で開催された『第2回春一番ライヴ』を収録した風都市自主制作による非売品10枚組LP。DISC3のF面に、吉田みな子名義での「とびらの冬」収録。                                                      |
| 1                                       | 扉の冬                                                   | 1973年9月21日                        | LP                                   | 3A-1004                              | |
|                                         | 1973.9.21 SHOW BOAT 素晴しき船出                         | 1974年1月15日                        | LP                                   | 3A-1014                              | 1973年9月21日、東京・文京公会堂で行われたはっぴいえんどラスト・ライブ“CITY-Last Time Around”から吉田美奈子の他、南佳孝、ココナツ・バンク、ムーンライダースの4組の演奏を収録したライブ・アルバム。「ねこ」「週末」「変奏」収録。 |
| RCA ⁄ RVC （1975年 - 1977年）           |                                                          |                                      |                                      |                                      | |
| 2                                       | MINAKO                                                   | 1975年10月25日                       | LP                                   | RVH-8001                             | |
| 2                                       | MINAKO                                                   | 2014年10月8日                        | Blu-spec CD2                         | MHC7 30002                           | 吉田保リマスタリング・シリーズ第一弾リリース（RCAイヤーズ）。 |
| 2                                       | MINAKO                                                   | 2020年7月15日                        | Hybrid Disc                          | MHCL 10123                           | バーニー・グランドマンによる2020年リマスタリング仕様。 |
| 3                                       | MINAKO II –Live at Sun Plaza Hall October 3,1975–        | 1975年12月20日                       | LP                                   | RVH-8006                             | 1975年11月3日、東京・中野サンプラザでの模様を収録したライブ・アルバム。 |
| 3                                       | MINAKO II –Live at Sun Plaza Hall October 3,1975–        | 2014年10月8日                        | Blu-spec CD2                         | MHC7 30003                           | 吉田保リマスタリング・シリーズ第一弾リリース（RCAイヤーズ）。 |
| 3                                       | MINAKO II –Live at Sun Plaza Hall October 3,1975–        | 2020年7月15日                        | Hybrid Disc                          | MHCL 10124                           | バーニー・グランドマンによる2020年リマスタリング仕様。 |
| 4                                       | FLAPPER                                                  | 1976年3月25日                        | LP                                   | RVH-8009                             | |
| 4                                       | FLAPPER                                                  | 2014年10月8日                        | Blu-spec CD2                         | MHC7 30004                           | 吉田保リマスタリング・シリーズ第一弾リリース（RCAイヤーズ）。 |
| 4                                       | FLAPPER                                                  | 2020年7月22日                        | Hybrid Disc                          | MHCL 10125                           | バーニー・グランドマンによる2020年リマスタリング仕様。 |
| 5                                       | TWILIGHT ZONE                                            | 1977年3月25日                        | LP                                   | RVL-8005                             | |
| 5                                       | TWILIGHT ZONE                                            | 2014年10月8日                        | Blu-spec CD2                         | MHC7 30005                           | 吉田保リマスタリング・シリーズ第一弾リリース（RCAイヤーズ）。 |
| 5                                       | TWILIGHT ZONE                                            | 2020年7月22日                        | Hybrid Disc                          | MHCL 10125                           | バーニー・グランドマンによる2020年リマスタリング仕様。 |
| ALFA （1978年 - 1983年）                |                                                          |                                      |                                      |                                      | |
| 6                                       | LET'S DO IT -愛は思うまま-                               | 1978年10月25日                       | LP                                   | ALR-6011                             | |
| 6                                       | LET'S DO IT -愛は思うまま-                               | 2015年2月11日                        | Blu-spec CD2                         | MHC7 30016                           | 吉田保リマスタリング・シリーズ第二弾リリース（アルファ・イヤーズ）。 |
| 6                                       | LET'S DO IT -愛は思うまま-                               | 2017年8月23日                        | LP                                   | MHJL 12                              | 吉田保によるリマスタリング音源使用による、バーニー・グランドマン・カッティング。アメリカのQuality Record Pressingsプレス。 |
| 7                                       | MONOCHROME                                               | 1980年10月21日                       | LP                                   | ALR-28006                            | 初のセルフ・プロデュース・アルバム。 |
| 7                                       | MONOCHROME                                               | 2015年2月11日                        | Blu-spec CD2                         | MHC7 30017                           | 吉田保リマスタリング・シリーズ第二弾リリース（アルファ・イヤーズ）。 |
| 7                                       | MONOCHROME                                               | 2017年12月27日                       | LP                                   | MHJL 13                              | 吉田保によるリマスタリング音源使用による、バーニー・グランドマン・カッティング。アメリカのQuality Record Pressingsプレス。 |
| 8                                       | MONSTERS IN TOWN                                         | 1981年11月21日                       | LP                                   | ALR-28031                            | |
| 8                                       | MONSTERS IN TOWN                                         | 2015年2月11日                        | Blu-spec CD2                         | MHC7 30018                           | 吉田保リマスタリング・シリーズ第二弾リリース（アルファ・イヤーズ）。 |
| 8                                       | MONSTERS IN TOWN                                         | 2018年3月21日                        | LP                                   | MHJL 16                              | 吉田保によるリマスタリング音源使用による、バーニー・グランドマン・カッティング。アメリカのQuality Record Pressingsプレス。 |
| 9                                       | LIGHT'N UP                                               | 1982年9月21日                        | LP                                   |                                      | |
| 9                                       | LIGHT'N UP                                               | 2015年2月11日                        | Blu-spec CD2                         | MHC7 30019                           | 吉田保リマスタリング・シリーズ第二弾リリース（アルファ・イヤーズ）。 |
| 9                                       | LIGHT'N UP                                               | 2018年6月13日                        | LP                                   | MHJL 18                              | 吉田保によるリマスタリング音源使用による、バーニー・グランドマン・カッティング。アメリカのQuality Record Pressingsプレス。 |
| 10                                      | IN MOTION                                                | 1983年3月25日                        | LP                                   | ALR-28048                            | 1982年9月22日 - 24日に六本木ピットインで行われたライヴを基盤に、レコーディング・テクニックによるホーン・セクションのオーヴァーダビングが加えられたライブ・アルバム。                                                            |
| 10                                      | IN MOTION                                                | 2015年2月11日                        | Blu-spec CD2                         | MHC7 30020                           | 吉田保リマスタリング・シリーズ第二弾リリース（アルファ・イヤーズ）。 |
| 10                                      | IN MOTION                                                | 2018年6月13日                        | LP                                   | MHJL 19                              | 吉田保によるリマスタリング音源使用による、バーニー・グランドマン・カッティング。アメリカのQuality Record Pressingsプレス。 |
| EDITION GASPARD （1986年）              |                                                          |                                      |                                      |                                      | |
| 11                                      | BELLS                                                    | 1986年9月                            | CD                                   | MCD-2                                | 自主制作、限定3000枚。 |
| 11                                      | BELLS                                                    | 2014年12月5日                        | CD                                   | USM-77                               | ジャケットを初版に近い形で再現し、版画部分貼付による限定1500枚の初回スペシャル盤としてのリイシュー。音源は2006年2月22日発売「吉田箱」のNew Mix。"DREAMING"は一部別テイク。                                                      |
| MECATONE ⁄ 創美企画 （1989年 - 1991年） |                                                          |                                      |                                      |                                      | |
| 12                                      | DARK CRYSTAL                                             | 1989年4月10日                        | CD CT                                | SHB-1001 SHT-1001                    | |
| 12                                      | DARK CRYSTAL                                             | 1995年11月22日                       | CD                                   | MVCD-29                              | 新装ジャケットによるリイシュー。 |
| 13                                      | gazer                                                    | 1990年10月25日                       | CD                                   | SHB-1007                             | |
| 13                                      | gazer                                                    | 1995年11月22日                       | CD                                   | MVCD-30                              | 新装ジャケットによるリイシュー。 |
| MCAビクター （1994年 - 1998年）         |                                                          |                                      |                                      |                                      | |
| 14                                      | EXTREME BEAUTY                                           | 1995年2月22日                        | CD                                   | MVCD-17                              | |
| 15                                      | KEY                                                      | 1996年10月23日                       | CD                                   | MVCD-41                              | |
| 16                                      | SPELL                                                    | 1997年10月22日                       | CD                                   | MVCH-29007                           | |
| avex io （2002年 - 2006年）             |                                                          |                                      |                                      |                                      | |
| 17                                      | Stable                                                   | 2002年10月9日                        | CD                                   | IOCD-20040                           | |
| 18                                      | BELLS Special Edition                                    | 2002年10月9日                        | CCCD                                 | IOCD-20041                           | 1986年9月発売の「BELLS」をリマスタリング。「もみの木」を追加収録。 |
| 19                                      | REVELATION                                               | 2003年11月27日                       | CCCD                                 | IOCD-20055                           | |
| 20                                      | RECONSTRUCTION                                           | 2004年3月24日                        | CCCD                                 | IOCD-20081                           | リミックス・アルバム。 |
| 21                                      | Voice in the wind YOSHIDA MINAKO with BRASS ART ENSEMBLE | 2004年11月3日                        | SACD                                 | IOCD-20100                           | 新録ベスト・アルバム。 |
| 22                                      | spangles                                                 | 2006年2月22日                        | SACD                                 | IOCD-20137                           | |
| dagomba sound （2016年 - ）             |                                                          |                                      |                                      |                                      | |
| 23                                      | YOSHIDA MINAKO GLORIOUS CONCERT “calling”                | 2016年5月26日                        | 2CD                                  | BELLS-CD-G1~2                        | 2015年10月30日・キリスト品川教会 GLORIA CHAPELでのコンサートで演奏された全19曲すべて収録した2枚組ライブ・アルバム。本来は映像作品となる予定だったもの。                                                                         |
| 24                                      | The Duet                                                 | 2019年                               | CD                                   |                                      | ライブ会場限定販売。後に通信販売開始。 |

#### BOXセット
1. 吉田箱 （2006年2月22日）  –  5SACD、完全限定盤
  - DARK CRYSTAL (New Mix)
  - gazer
  - BELLS Special Edition (New Mix)
  - Stable Special Edition
  - REVELATION

#### 非監修ベスト・アルバム
1. MINAKO FAVORITES （1978年、RVL-8034）
2. 決定版 ベスト・セレクション （カセット:1982年、CD:1986年/1990年（再発））
3. 吉田美奈子ベスト （1994年）
4. TWINS〜SUPER BEST OF MINAKO YOSIHIDA〜 （1996年/1997年（再発））  –  2枚組
5. ANTHOLOGY 95〜97 THE BEST OF MINAKO YOSHIDA （1998年11月21日）
6. YOSHIDA MINAKO RCA best collection （1999年4月21日）
7. The Very Best Of Minako Yoshida （2000年6月28日）
8. ミレニアムシリーズ 吉田美奈子ベスト撰集 （2001年10月24日）  –  『扉の冬』〜『FLAPPER』の3作品から選曲。
9. MINAKO YOSHIDA GOLDEN☆BEST （2004年12月22日）
10. 究極のベスト! 吉田美奈子 （2005年7月27日）
11. GOLDEN☆BEST 吉田美奈子〜Beginning〜 （2012年10月17日）  –  2枚組

#### コラボレーション・アルバム
1. PONTA BOX meets YOSHIDA MINAKO （1998年12月19日）
2. gosh ⁄ PONTA BOX meets YOSHIDA MINAKO （2002年2月21日）
3. TIME IS NOW / 1991 TOKYO x JAMAICA SUMMIT (2008年7月4日)  ISTP-1002  ist Produce and Coodinate Inc.  ※1991年録音
4. nowadays ⁄ 吉田美奈子&渡辺香津美 （2008年10月15日）

#### オムニバス参加アルバム
1. 「すずらん」オリジナル・サウンドトラック（1999年6月2日）  –  同年の連続テレビ小説「すずらん」の主題歌「すずらんのテーマ」にて歌唱。
2. 細野晴臣 STRANGE SONG BOOK -Tribute to Haruomi Hosono 2-（2008年1月23日）  –  細野晴臣のトリビュート・アルバム第二弾。“吉田美奈子 & 河合代介 DUO”による「ガラスの林檎」で参加。
3. にほんのうた 第三集（2009年3月4日）  –  にほんの童謡・唱歌を現在のアーティストが、新たなアプローチで子供たちに伝え残していく坂本龍一監修のプロジェクトによるシリーズ作。「早春賦」で参加。

### 映像作品
1. YOSHIDA Minako Concert 1995 Vision I Beauty –Live Recorded at Nakano Sunplaza Hall and Ebisu Garden Hall– （1995年10月21日）
2. Special Showcase“Stablenotes”〜Vision 2 （2003年3月26日）
3. within 〜Vision 3 （2004年11月3日）
4. Voice In The Wind“YOSHIDA MINAKO with Brass Art Ensemble”CONCERT （2005年3月2日）
5. TRIM YOSHIDA MINAKO & KAWAI DAISUKE meets MURAKAMI“PONTA”SHUICHI & NUMAZAWA TAKASHI （2013年3月）  –  オンライン、ライブ会場限定販売。

### タイアップ
| 曲名                   | タイアップ                                           |
| ---------------------- | ---------------------------------------------------- |
| BLACK EYE LADY         | 日立マクセル「カセット UDブラック」CMソング          |
| BEAUTY                 | JR東日本「'96 冬キャンペーン」CMソング               |
| 声を聞かせて           | 日本テレビ系『きょうの出来事』エンディング・テーマ曲 |
| STAY〜トロイメライより | 武田薬品工業「アリナミン」CMソング                   |
| 時よ                   | 映画『フローレンスは眠る』主題歌                     |
| 8月の永遠              | TVアニメ「妖怪人間ベム -HUMANOID MONSTER BEM-」ED曲  |

## 楽曲提供
アーティスト名は50音順に列記
- 安部恭弘
- 荒木真樹彦
- アンナ・バナナ
  - SMILE （作詞：吉田美奈子、作曲：アンナ・バナナ & 田島貴男、編曲：中山努）
- アン・ルイス
  - 愛・イッツ・マイ・ライフ （作詞：吉田美奈子、作曲・編曲：山下達郎）
  - 恋のブギ・ウギ・トレイン （作詞：吉田美奈子、作曲・編曲：山下達郎）
  - LUV-YA （作詞：吉田美奈子、作曲：NOBODY、編曲：伊藤銀次）
- 飯島真理
- 池田聡
- 岩井小百合
  - Star dust Drive （作詞：岩井小百合、作曲：吉田美奈子、編曲：入江純)
  - ときめきの海 （作詞：吉田美奈子、作曲：岩井小百合、編曲：戸塚修)
- 岩崎宏美
- Original Love
  - DEEPER （作詞：吉田美奈子、作曲：宮田繁男、編曲：オリジナル・ラヴ）
- 岩﨑元是&WINDY
  - School Days（作詞：吉田美奈子、作曲：岩﨑元是、編曲：WINDY)
- 角松敏生
  - OVERTURE （作詞・作曲・編曲：吉田美奈子）
- 金子マリ
- 久保田利伸
  - Shooting Star （作詞：吉田美奈子、作曲：久保田利伸）
- 黒住憲五
- 桑名正博
- KOiZUMiX PRODUCTION
  - SEXY HEAVEN （作詞：吉田美奈子、作曲・編曲：田島貴男）
- 国分友里恵
- 小柳ルミ子
- 西城秀樹
  - SWEET SURRENDER （作詞：吉田美奈子、作曲・編曲：角松敏生）
  - BEAT STREET （作詞：吉田美奈子、作曲・編曲：角松敏生）
  - PLATINUMの雨 （作詞：吉田美奈子、作曲・編曲：角松敏生）
  - TELEVISION （作詞：吉田美奈子、作曲：角松敏生）
  - RAIN （作詞・作曲：吉田美奈子）
  - AGAIN （作詞・作曲：吉田美奈子）
  - IMA（今） （作詞・作曲：吉田美奈子）
- 佐藤博
- 島田歌穂
- 清水宏次朗
- 少年隊
- 鈴木雅之
  - LIBERTY （作詞：MINNIE SHADY & AKI、作曲・編曲：吉田美奈子）
- 仙道敦子
- SOY SAUCE SONIX
- 高橋幸宏
  - 昆虫記 （作詞：吉田美奈子、作曲：細野晴臣）
- 田原俊彦
  - 銀河の神話 （作詞：吉田美奈子、作曲：呉田軽穂、編曲：松任谷正隆）
  - 夜に乾杯 （作詞：吉田美奈子）
- 冨田ラボ
  - Like A Queen feat. SOULHEAD （作詞：吉田美奈子、作曲・編曲：冨田恵一）
  - 千年紀の朝 feat. 吉田美奈子 （作詞：吉田美奈子、作曲・編曲：冨田恵一）
- 中崎英也
- 中島美嘉
  - ONE SURVIVE （作詞：吉田美奈子、作曲：T2ya、編曲：O DASH）
- 中原理恵
  - 明日にはグッドバイ （作詞：吉田美奈子、作曲・編曲：山下達郎）
  - ヒーローはあなた （作詞：吉田美奈子、作曲：山下達郎、編曲：坂本龍一）
  - 個室 （作詞：吉田美奈子、作曲・編曲：山下達郎）
  - ドリーミング・ラブ （作詞：吉田美奈子、作曲・編曲：山下達郎）
- 中森明菜
  - APRIL STARS （作詞・作曲：吉田美奈子、編曲：椎名和夫）
  - 幻惑されて （作詞：吉田美奈子、作曲・編曲：EUROX）
  - Teen-age blue （作詞・作曲：吉田美奈子、編曲：椎名和夫）
  - 燠火 （作詞・作曲：吉田美奈子、編曲：吉田美奈子、椎名和夫）
  - 不思議 （作詞・作曲：吉田美奈子、編曲：井上鑑）
- 難波弘之
  - 夏への扉（THE DOOR INTO SUMMER） （作詞：吉田美奈子、作曲：山下達郎、編曲：難波弘之）
  - いちご色の窓（THE STRAWBERRY WINDOW） （作詞：吉田美奈子、作曲：山下達郎、編曲：難波弘之）
- 二名敦子
  - 風の街角 （作詞：吉田美奈子、作曲：村田和人）
- 羽根田征子
  - STILL IN THE CITY （作詞・作曲：吉田美奈子）
  - MAZE （作詞・作曲：吉田美奈子）
  - SURGE （作詞：吉田美奈子）
  - BURNING （作詞・作曲：吉田美奈子）
  - TAMBOURA MAMA （作詞・作曲：吉田美奈子）
  - LOVER GIRL （作詞・作曲：吉田美奈子）
  - MYSTIC DARKNESS （作詞・作曲：吉田美奈子）
  - SWEET BLASTER （作詞・作曲：吉田美奈子）
  - WINDY （作詞・作曲：吉田美奈子）
- HALO
- PINK
- ふくい舞
  - 悲しみよこんにちは （作詞：久保井健・吉田美奈子、作曲：久保井健、編曲：久保井健・山下健吾・吉田美奈子）
- 福岡ユタカ
- 布袋寅泰
  - MIRROR　BALL〜奇跡の光
- 松田聖子
  - 夏のジュエリー （作詞：吉田美奈子、作曲・編曲：大村雅朗）
  - ティーン・エイジ （作詞：吉田美奈子、作曲：大貫妙子、編曲：大村雅朗）
- ミッキー・カーチス
- MOOMIN
- 村松邦男
- 本木雅弘
- もんた&ブラザーズ
- 薬師丸ひろ子
- 山瀬まみ
- 吉見一星
- Linda Carriere
  - Loving Makes It So （作詞：James Ragan、作曲：吉田美奈子）[4]
  - Proud Soul （作詞：James Ragan、作曲：吉田美奈子）[4]
- 山下達郎
  - フライング・キッド （作詞：吉田美奈子、作曲・編曲：山下達郎）
  - CIRCUS TOWN （作詞：吉田美奈子、作曲：山下達郎）
  - 永遠に （作詞：吉田美奈子、作曲：山下達郎）
  - LAST STEP （作詞：吉田美奈子、作曲：山下達郎）
  - CITY WAY （作詞：吉田美奈子、作曲：山下達郎）
  - 迷い込んだ街と （作詞：吉田美奈子、作曲：山下達郎）
  - LOVE SPACE （作詞：吉田美奈子、作曲・編曲：山下達郎）
  - 翼に乗せて （作詞：吉田美奈子、作曲・編曲：山下達郎）
  - すてきな午後は （作詞：吉田美奈子、作曲・編曲：山下達郎）
  - CANDY （作詞：吉田美奈子、作曲・編曲：山下達郎）
  - アンブレラ （作詞：吉田美奈子、作曲・編曲：山下達郎）
  - 言えなかった言葉を （作詞：吉田美奈子、作曲・編曲：山下達郎）
  - きぬずれ （作詞：吉田美奈子、作曲・編曲：山下達郎）
  - SOLID SLIDER （作詞：吉田美奈子、作曲・編曲：山下達郎）
  - 時よ （作詞・作曲：吉田美奈子、編曲：山下達郎）
  - シルエット（SILHOUETTE） （作詞：吉田美奈子、作曲・編曲：山下達郎）
  - ついておいで（FOLLOW ME ALONG） （作詞：吉田美奈子、作曲・編曲：山下達郎）
  - BOMBER （作詞：吉田美奈子、作曲・編曲：山下達郎）
  - 潮騒 (THE WHISPERING SEA) （作詞：吉田美奈子、作曲・編曲：山下達郎）
  - 永遠のFULL MOON （作詞：吉田美奈子、作曲・編曲：山下達郎）
  - STORM （作詞：吉田美奈子、作曲・編曲：山下達郎）
  - RAINY WALK （作詞：吉田美奈子、作曲・編曲：山下達郎）
  - FUNKY FLUSHIN' （作詞：吉田美奈子、作曲・編曲：山下達郎）
  - HOT SHOT （作詞：吉田美奈子、作曲・編曲：山下達郎）
  - SUNSHINE-愛の金色 （作詞：吉田美奈子、作曲・編曲：山下達郎）
  - YELLOW CAB （作詞：吉田美奈子、作曲・編曲：山下達郎）
  - 愛を描いて -LET'S KISS THE SUN- （作詞：吉田美奈子、作曲・編曲：山下達郎）
  - いつか（SOMEDAY） （作詞：吉田美奈子、作曲・編曲：山下達郎）
  - DAYDREAM （作詞：吉田美奈子、作曲・編曲：山下達郎）
  - SILENT SCREAMER （作詞：吉田美奈子、作曲・編曲：山下達郎）
  - 夏への扉（THE DOOR INTO SUMMER） （作詞：吉田美奈子、作曲・編曲：山下達郎）
  - RAINY DAY （作詞：吉田美奈子、作曲・編曲：山下達郎）
  - 雲の行方に（CLOUDS） （作詞：吉田美奈子、作曲・編曲：山下達郎）
  - SPARKLE （作詞：吉田美奈子、作曲・編曲：山下達郎）
  - MUSIC BOOK （作詞：吉田美奈子、作曲・編曲：山下達郎）
  - FUTARI （作詞：吉田美奈子、作曲・編曲：山下達郎）
  - LOVE TALKIN'（HONEY IT'S YOU） （作詞：吉田美奈子、作曲・編曲：山下達郎）
  - BLUE MIDNIGHT （作詞：吉田美奈子、作曲・編曲：山下達郎）